# Speed Path
Bei der Herstellung von Hauptprozessoren werden diese in der Endkontrolle hinsichtlich ihrer Taktfestigkeit klassifiziert, wobei anhand eines für jeden Prozessortyp individuell entwickelten Testprogramms physikalische Eigenschaften wie Signalpegel bei verschiedenen Taktfrequenzen überprüft werden. Hierbei wird besonders auf laufzeitkritische Signalwege auf dem CPU-Die geachtet. Wenn ein Signal über einen bestimmten Signalweg nicht schnell genug läuft, um die logischen Anforderungen des CPU-Designs zu erfüllen, spricht man von einem Geschwindigkeitspfad oder englisch Speed Path. Vereinfacht gesagt heißt das, dass das Signal bei weiterer Steigerung der Taktfrequenz nicht mehr rechtzeitig dort ankommen würde, wo es gebraucht wird. Solche Speed Paths begrenzen die Taktfrequenz aller komplexen Logikbausteine, wie auch eine CPU einer ist. Kleinere Fertigungsstrukturen verringern die Signallaufzeit zwischen Sender und Empfänger, womit höhere Taktraten ohne Fehlfunktion möglich sind. Es kann jedoch passieren das hierdurch andere Störeffekte, wie beispielsweise Leckströme oder Übersprechen zwischen benachbarten Leitungen, auftreten. Somit kann kein allgemeiner Zusammenhang zwischen Strukturgröße und maximalem Takt formuliert werden.
Bleibt ein solcher Speed Path unentdeckt, kann das fatale Folgen haben: So zeigten verschiedene Revisionen des AMD K6 aufgrund von Streuungen in der Fertigungsqualität einen durch einen übersehenen Speed Path verursachten Fehler in der MMX-Einheit, was die übertragenen Daten korrumpieren und beispielsweise beim Entpacken von JPEG-Bildern zu Datenmüll führen konnte. Neben der Fertigung spielt auch das Design der CPU eine entscheidende Rolle beim Auftreten von Speed Paths. Auch die Firma Intel hatte schon ähnliche Probleme. So musste im Jahr 2001 der gerade erst vorgestellte Pentium III mit der Taktfrequenz von 1,13 GHz zurückgerufen werden, weil Intel einen Speed Path übersehen hatte.